# بیلی هالیدی
النورا فیگن (انگلیسی: Eleanora Fagan؛ ۷ آوریل ۱۹۱۵–۱۷ ژوئیه ۱۹۵۹)‏ که با نام حرفه‌ای بیلی هالیدی شناخته می‌شود، خواننده آمریکایی در سبک جاز و سوینگ بود. لستر یانگ، دوست و همکار هالیدی، لقب لیدی دِی را به او داده بود. هالیدی توانست با خلاقیت خود تأثیری ماندگار بر موسیقی جاز و آوازخوانی پاپ بگذارد. سبک آوازخواندن او که به‌ شدت تحت تأثیر نحوهٔ نواختن سازها در موسیقی جاز است، پیشگام شکل جدیدی از دستکاری هنرمندانه در جمله‌بندی و تمپو محسوب می‌شود. بیلی هالیدی به خاطر مهارت کم‌نظیرش در اجرای آواز و بداهه‌خوانی مشهور است.
هالیدی پس از پشت سر گذاشتن کودکی پرتلاطم و آشفته‌اش، در یکی از کلاب‌های شبانه هارلم در نیویورک شروع به آوازخوانی کرد و تهیه‌کننده‌ای به نام جان هموند صدای هالیدی را شنید و پسندید. هالیدی در سال ۱۹۳۵ با شرکت برانزویک رکوردز قرارداد بست. طی دهه ۱۹۳۰ و ۱۹۴۰، هالیدی توانست با شرکت‌های نشر موسیقی مانند کلمبیا و دکا همکاری کند و به موفقیت عامه دست یابد اما در این حین و به خصوص در دهه ۱۹۴۰، هالیدی دچار مشکلات حقوقی متعدد و اعتیاد به موادمخدر شد. پس از گذراندن حبس کوتاه‌مدت، هالیدی کنسرت بزرگ و موفقی در کارنگی هال برگزار کرد که تمام بلیت‌های آن فروش رفت. او طی دهه ۱۹۵۰، کنسرت‌های موفق دیگری نیز برگزار کرد. آهنگ‌های آخر بیلی هالیدی به دلیل مشکلات شخصی و عوض‌شدن صدای او، مورد استقبال قرار نگرفتند اما موفقیت مالی نسبی به دست آوردند. آلبوم آخر او به نام بانوی ساتن‌پوش در سال ۱۹۵۸ منتشر شد. هالیدی در ۱۷ ژوئیه ۱۹۵۹ در ۴۴ سالگی بر اثر سیروز کبدی درگذشت.
هالیدی برنده چهار جایزه گرمی شد که همگی پس از مرگ و برای بهترین آلبوم تاریخی به او تعلق گرفتند. نام بیلی هالیدی در تالار مشاهیر گرمی و تالار ملی مشاهیر بلوز ثبت شده‌است. هرچند هالیدی خواننده سبک راک اند رول نبود ولی نام او در تالار مشاهیر راک اند رول نیز ثبت شده و در وب‌سایت این تالار ذکر شده‌است که «بیلی هالیدی موسیقی جاز را برای همیشه تغییر داد». تاکنون چندین فیلم سینمایی دربارهٔ زندگی هالیدی ساخته و منتشر شده که جدیدترین آن‌ها ایالات متحده دربرابر بیلی هالیدی (۲۰۲۱) است.